# Néfeles
Na mitologia grega, as néfeles (em grego Νεφέλαι (Nefélai), "nuvens") eram as ninfas das nuvens e da chuva. Eram ninfas oceânides, isto é, nascidas de Oceano e de Tétis. No entanto, Aristófanes, em sua compedia as Nuvens, afirmava que eram filhas de Hemera por si mesma ou com a união de Éter, personificação do céu superior.
As néfeles ascendiam desde o Oceano, seu pai, levando até os céus em cântaros as águas deste imenso rio que circundava toda a Terra. Desde ali as arremessavam, dando vida à natureza e alimentando as correntes de seus irmãos, os Potamos (rios).
Eram representadas, tal como a suas irmãs as náiades, como formosas jovens que vertiam a água de seus cântaros desde o céu.
Sete delas formavam parte do cortejo de Ártemis. Seus nomes, segundo As metamorfosis (III.168-172) de Ovídio, eram:
- Crócale ( "beiras do mar"),
- Néfela ( "nuvem"),
- Híale ( "cristal"),
- Rânis ( "gota de chuva"),
- Pseca ( "chuva")
- Fíale ( "cântaro de água").
- Quione ("flocos de gelo")